# Elaphoglossum milnei
Elaphoglossum milnei là một loài dương xỉ trong họ Dryopteridaceae. Loài này được Krajina mô tả khoa học đầu tiên năm 1938.
Danh pháp khoa học của loài này chưa được làm sáng tỏ. 